# Äjsjön (Mora socken, Dalarna, 675447-142031)
Äjsjön är en sjö i Mora kommun i Dalarna och ingår i Dalälvens huvudavrinningsområde. Sjön har en area på 0,0901 kvadratkilometer och ligger 223,6 meter över havet. Sjön avvattnas av vattendraget Ryssån.

## Delavrinningsområde
Äjsjön ingår i det delavrinningsområde (675446-142025) som SMHI kallar för Nedlagd mätstation. Medelhöjden är 289 meter över havet och ytan är 16,13 kvadratkilometer. Räknas de 10 avrinningsområdena uppströms in blir den ackumulerade arean 161,33 kvadratkilometer. Ryssån som avvattnar avrinningsområdet har biflödesordning 2, vilket innebär att vattnet flödar genom totalt 2 vattendrag innan det når havet efter 324 kilometer. Avrinningsområdet består mestadels av skog (88 procent). Avrinningsområdet har 0,09 kvadratkilometer vattenytor vilket ger det en sjöprocent på 0,5 procent.